# François de Créquy
François de Créquy, francoski maršal, * 1624, † 3. februar 1687.
Za zasluge med tridesetletno vojno je pri šestindvajsetih letih povišan v maréchala de camp in v generalporočnika, še preden je dopolnil 30 let.

## Družina
Rodil se je v rodbini Créquy, katera je imela dolgo vojaško tradicijo in se prvič omenja že v 10. stoletju. Njegova dva sinova, François Joseph de Créquy (1662-1702) in Nicolas Charles de Créquy, sta se oba tudi pridružila kopenski vojski, pri čemer sta oba padla v boju.